# I Want You Now (singel)
I Want You Now – singel grupy Depeche Mode z albumu Music for the Masses. Jest to także drugi w historii zespołu singel wykonywany przez Martina Gore'a.

## Wydany w krajach
- Japonia (7", 3" CD)

## Informacje
- Produkcja Depeche Mode, David Bascombe i Daniel Miller.
- Teksty i muzyka Martin Lee Gore i Robert William Troup Jr.

## Twórcy
- Martin Gore – wokale główne, syntezator, akordeon, gitara, sampler
- Alan Wilder – automat perkusyjny, sampler, syntezator
- Andrew Fletcher – syntezator, sampler
- David Gahan – sampler

## WydaniaAlfa Records
- ALDJ-104 wydany 2003 – promo[1].
  1. I Want You Now (3" Edit) – 3:31.
  2. Behind the Wheel (Remix) – 3:58.
Remixed by Shep Pettibone.

- 10SP-3 wydany 2003[2].
  1. I Want You Now (3" Edit) – 3:31.
  2. Behind the Wheel (Remix) – 3:58.
Remixed by Shep Pettibone.